# Mark Kemperman
Mark Kemperman (23 juni 1976) is een voormalig Nederlands dammer die in het bezit is van de titels FMJD Meester en Nationaal Meester. Hij stopte in 2007 als wedstrijddammer.
Kemperman speelde jaren voor Damvereniging Huissen in de plaats waar hij opgroeide. Hij was in 1993 en 1995 juniorenkampioen van Nederland en deed tussen 1992 - 1995 vier keer mee aan het juniorenwereldkampioenschap. Hij eindigde twee keer op de derde plaats (1993 en 1994) en één keer op een gedeelde tweede plaats (1995).

## Nederlands kampioenschap
Hij nam in 1997 (gedeeld 11e), 1999 (gedeeld 2e) en in 2000 (8e) deel aan het Nederlands kampioenschap.